# Даоу-ди (Северная Вэй)
(Северно-)Вэйский Даоу-ди (кит. трад. (北)魏道武帝), личное имя Тоба Гуй (кит. трад. 拓拔珪), ранее Тоба Шэгуй (кит. трад. 拓拔渉珪, 371—409) — сяньбиец, основатель и первый правитель государства Северная Вэй. Храмовое имя — Тай-цзу (太祖).

## Биография
О жизни Тоба Гуя до 385 года известно очень мало, причём имеется две конкурирующие версии. Согласно официальной истории Северной Вэй, Тоба Гуй родился в 371 году, а его отцом был наследник Тоба Шиицзяня (последнего правителя государства Дай) Тоба Ши, который умер в том же году от раны, полученной, когда он спас Тоба Шиицзяня от покушения. Тоба Шиицзянь, горюя о смерти наследника, в то же время обрадовался рождению внука, и объявил в стране всеобщую амнистию. В 377 году государство Ранняя Цинь напала на Дай, и Тоба Шиицзянь бежал из своей столицы Юньчжун, но вернулся туда после ухода циньских сил. Однако после этого его племянник Тоба Цзинь убедил его старшего из выживших сыновей Тоба Шицзюня, что Тоба Шиицзянь намерен сделать наследником другого человека, а его — убить. Тогда Тоба Шицзюнь подстерёг отца с братьями, и убил их. Это привело к коллапсу дайских войск, и Ранняя Цинь без боя заняла Юньчжун. Циньский правитель Фу Цзянь хотел забрать Тоба Гуя в свою столицу Чанъань, но Янь Фэн — секретарь Тоба Шиицзяня — убедил его, что лучше оставить его в дайских землях и вырастить из него дайского вождя, верного циньцам. Во время беспорядков 380-х годов Тоба Гуя взял под покровительство его дядя Хэлань На, который в 386 году помог ему стать дайским князем.
Однако в официальных историях существовавших в это же время южных государств — «Книге Цзинь» и «Книге Сун» — приводится несколько другая версия биографии. Согласно им, Тоба Гуй был не внуком, а сыном Тоба Шиицзяня, родился гораздо раньше 371 года, мать его была из рода Мужун, а в 377 году именно он удержал отца и сдался Поздней Цинь. Фу Цзянь, оскорблённый подобным предательством, изгнал его. Когда в 384 году Мужун Чуй провозгласил образование государства Поздняя Янь, то Тоба Гуй присоединился к нему и был поставлен во главе племён, ранее подчинённых его отцу; чтобы скрыть то, что Тоба Гуй предал своего отца, официальная история была подредактирована.
В любом случае в начале 386 года Тоба Гуй получил титул «Дайский князь» (代王), и основал свою столицу Шэнлэ. Летом он сменил свой титул на «Вэйский князь» (魏王), и с той поры его государство стало известно как «Вэй» (чтобы отличать от других имевшихся государств с таким же названием, в исторических работах его называют «Северная Вэй»). Осенью того же года на престол предъявил претензии его младший дядя Тоба Кудо, которого поддержала Западная Янь, и Тоба Гую пришлось обратиться за помощью к Поздней Янь чтобы удержаться на троне.
Будучи формально вассалом Поздней Янь, Тоба Гуй стал втайне подумывать о том, как самому завоевать это государство. В 388 году, отправив двоюродного брата Тоба И с данью к Мужун Чую, он по секрету поручил ему присмотреться к ситуации при дворе Поздней Янь. Тоба И пришёл к выводу, что Мужун Чуй уже стар, а его наследник Мужун Бао некомпетентен, а также что на престол имеется и много других претендентов. В 391 году, когда в племени Хэлань случилась свара между двумя дядями Тоба Гуя, он призвал Позднюю Янь к совместному походу на Хэлань. Во время этого похода Мужун Линь обратил внимание на способности Тоба Гуя, и высказал свои опасения Мужун Чую, но тот отмахнулся от них.
Осенью 391 года Тоба Гуй отправил в Позднюю Янь с данью брата Тоба Гу. Сыновья Мужун Чуя задержали Тоба Гу, и предложили, чтобы Тоба Гуй прислал лошадей за его освобождения. Тоба Гуй отказался, и разорвал отношения с Поздней Янь, вступив вместо этого в союз с Западной Янь. Тогда же, в 391 году, Тоба Гуй напал на жужаней, но не смог полностью их разгромить, и всю историю Северной Вэй жужани представляли угрозу для её северных границ.
В 394 году Западная Янь подверглась мощному удару со стороны Поздней Янь, и император Мужун Юн обратился за помощью к Тоба Гую, однако тот хотя формально и откликнулся на просьбу, но постарался не тревожить Позднюю Янь, и Западная Янь была аннексирована Поздней Янь.
В 395 году Тоба Гуй начал набеги на приграничные регионы Поздней Янь. В ответ Мужун Чуй отправил 80-тысячную карательную армию, во главе с Мужун Бао, Мужун Нуном и Мужун Линем. Тоба Гуй смог заманить яньскую армию в ловушку, и она была практически полностью уничтожена; спастись удалось лишь Мужун Бао с небольшим количеством офицеров. Получив известие об этом поражении, Мужун Чуй в 396 году лично повёл против Северной Вэй новую армию; поход был успешным, но на обратном пути Мужун Чуй заболел и умер, и на престол взошёл Мужун Бао.
Осенью 396 года Тоба Гуй повёл свои войска на провинцию Бинчжоу (север и центр современной провинции Шаньси) разгромил Мужун Нуна и вынудил его бежать в столицу Чжуншань. Затем Тоба Гуй повернул на восток, наступая на Чжуншань. По совету Мужун Линя, Мужун Бао сосредоточился на обороне Чжуншани, оставив территорию вэйцам. Однако это привело к тому, что практически все города на территории современной провинции Хэбэй (кроме Ечэна и Синьду) лишились гарнизонов, поэтому после неудачи со штурмом Чжуншани Тоба Гуй перешёл к занятию территории, и в этом ему никто не препятствовал, а весной 397 года он взял и Синьду. После этого он получил известие о мятеже в своей столице Шэнлэ, и предложил Мужун Бао мир, но это предложение было отвергнуто. Мужун Бао попытался нанести удар по приготовившимся уйти силам Тоба Гуя, однако потерпел поражение; узнав о попытке Мужун Линя совершить переворот, он бежал из Чжуншани в старую яньскую столицу Лунчэн, оставив Чжуншань на Мужун Сяна. Пока Тоба Гуй отложил штурм Чжуншаня и Ечэна, и занялся умиротворением захваченной территории, Мужун Сян провозгласил себя яньским императором, но на него осенью напал Мужун Линь и захватил Чжуншань. Мужун Линь затем также провозгласил себя яньским императором, но не смог выдержать давления со стороны Северной Вэй, и Тоба Гуй, наконец, взял Чжуншань.
Когда к 398 году Тоба Гуй приготовился штурмовать Ечэн, защищавший его Мужун Дэ бросил город и бежал на юг, где в Хуатае провозгласил образование независимого государства Южная Янь. В связи с тем, что под его контроль перешли все земли к северу от Хуанхэ, Тоба Гуй оставил наместниками на бывших яньских землях Тоба И и Сухэ Ба, а сам вернулся в Шэнлэ. Затем он перенёс столицу из Шэнлэ в Пинчэн, чтобы лучше контролировать свежезахваченные территории. Он издал указы, стандартизирующие меры и веса по всей территории страны, и установил стандартные церемонии, базирующиеся как на китайских, так и на сяньбийских традициях. В 399 году Тоба Гуй провозгласил себя императором.
Летом 399 года южнояньский генерал Ли Бянь сдал Северной Вэй южнояньскую столицу Хуатай, вынудив южнояньского императора Мужун Дэ напасть на империю Цзинь и захватив у неё провинцию Цинчжоу (юг и восток современной провинции Шаньдун).
В 401—402 годах Тоба Гуй попытался напасть на Позднюю Янь (чья территория к тому времени сократилась до земель современной провинции Ляонин), но к успеху это не привело. Он попытался заключить мир с Поздней Цинь и породниться с правящей там фамилией, но получил отказ, и начал готовиться к большой войне. Осенью 402 года циньская армия напала на Вэй, но была окружена и уничтожена. В 407 году Поздняя Цинь и Северная Вэй подписали мирный договор.
К 409 году император, который, стремясь достичь бессмертия, постоянно пил составляемые для него алхимиками эликсиры, стал параноидально подозрителен по отношению к своему окружению, а те его приближённые, которые не были казнены по обвинению в чём-либо, отмечали неадекватность его поведения. Осенью 409 года он посадил в тюрьму свою супругу Хэлань и планировал казнить её. Узнав об этом, её 15-летний племянник Тоба Шао проник во дворец и убил императора. На следующий день императорская охрана арестовала и убила Тоба Шао и его мать, и на престол был возведён старший сын Тоба Гуя Тоба Сы.

## Девизы правления
- Дэнго (登國) 386—396
- Хуанши (皇始) 396—398
- Тяньсин (天興) 398—404
- Тяньцы (天賜) 404—409